# 田中久雄 (衆議院議員)

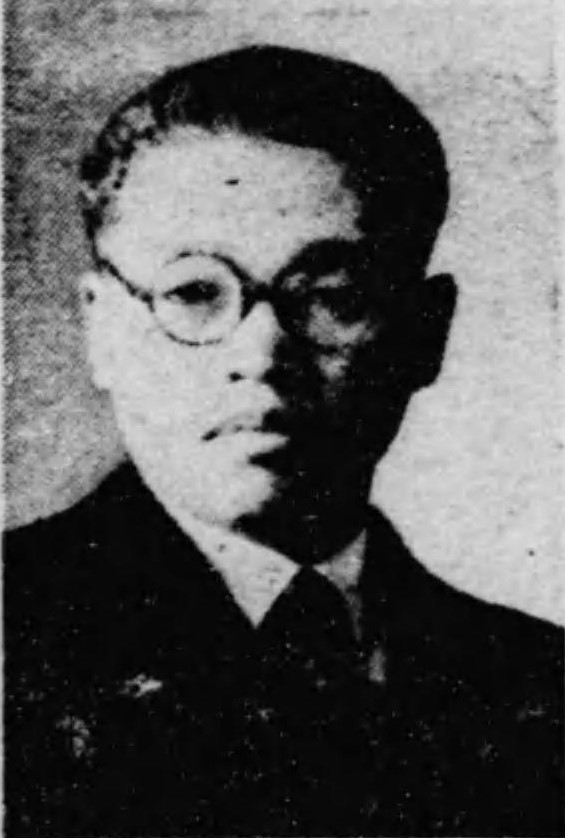
田中久雄

田中 久雄（たなか ひさお、1905年（明治38年）12月18日 - 1981年（昭和56年）4月29日）は、日本の実業家、政治家。衆議院議員。

## 来歴
三重県出身。1928年、関西大学専門部商業科を卒業。
時事新報社横浜販売局長、鐘淵紡績東北販売店取締役店長、鐘淵盛岡産業監査役、仙台市繊維製品統制組合理事長、東海航空社長などを務めた。
1946年4月、第22回衆議院議員総選挙に三重県から出馬し当選。その後、第23回、第25回から第27回総選挙まで4回当選し、衆議院議員を通算五期務めた。この間、第2次鳩山一郎内閣・防衛政務次官、改進党政策委員会文部々長、自由民主党青年局長などを歴任した。